# Dorohożyczi
Dorohożyczi (ukr. Дорогожичi) – jedna ze stacji kijowskiego metra na linii Syrećko-Peczerśka. Została otwarta 30 marca 2000. 
Stacja powstała w ramach rozbudowy linii do rejonu Syreć.
Na stacji znajduje się podziemny przedsionek, który znajduje się w centalnej części dzielnicy Syreć przy skrzyżowaniu ulic Sczusew i Teliha. Dwie przeszklone kopuły zapewniają dostęp światła dziennego do jego wnętrza. Między przedsionkiem a poziomem ulicy znajdują się schody.